# Cyathula uncinulata
Cyathula uncinulata là loài thực vật có hoa thuộc họ Dền. Loài này được (Schrad.) Schinz mô tả khoa học đầu tiên năm 1932.